# Bouxwiller (Haut-Rhin)
Bouxwiller (deutsch Buchsweiler) ist eine französische Gemeinde mit 430 Einwohnern (Stand 1. Januar 2022) im Département Haut-Rhin in der Europäischen Gebietskörperschaft Elsass und in der Region Grand Est. Sie gehört zum Arrondissement Altkirch, zum Kanton Altkirch und ist Mitglied des Gemeindeverbandes Sundgau.

## Geografie
Die Gemeinde Bouxwiller liegt im südlichen Sundgau, etwa 20 Kilometer südöstlich von Altkirch und 25 Kilometer südwestlich von Basel. Im Gemeindegebiet Bouxwillers entspringt der Luppach, ein kleiner Nebenfluss der oberen Ill.
Nachbargemeinden von Bouxwiller sind Durmenach und Werentzhouse im Norden, Fislis im Osten, Oltingue im Südosten, Raedersdorf und Sondersdorf im Süden, Ferrette im Südwesten sowie Vieux-Ferrette im Westen.

## Geologie
Bouxwiller liegt am Südrand des lössbedeckten Sundgauer Tertiärhügellandes unmittelbar vor der aus Oberjurakalken aufgebauten Bergwaldkette des Faltenjuras, der hier besonders weit nach Norden vorstößt.

## Geschichte
Auf der Gemarkung wurden römische Funde gemacht. Im 13. Jahrhundert nannte sich eine Adelsfamilie nach dem Dorf. Bei Bouxwiller befand sich im Mittelalter der Weiler Tannmatten oder Tanzmatten, von dem man nicht weiß, wann er abgegangen ist. 
Bis 1324 gehörte der Ort zur Grafschaft Pfirt und kam dann durch die Heirat der Johanna von Pfirt mit Herzog Albrecht II. von Österreich an Habsburg. Im Westfälischen Frieden 1648 ging der Ort mit dem ganzen elsässischen Besitz der Habsburger an die französische Krone. Von 1871 bis zum Ende des Ersten Weltkrieges gehörte Buchsweiler als Teil des Reichslandes Elsaß-Lothringen zum Deutschen Reich und war dem Kreis Altkirch im Bezirk Oberelsaß zugeordnet.

## Bevölkerungsentwicklung
| Jahr      | 1910 | 1962 | 1968 | 1975 | 1982 | 1990 | 1999 | 2006 | 2017 |
| --------- | ---- | ---- | ---- | ---- | ---- | ---- | ---- | ---- | ---- |
| Einwohner | 337  | 308  | 330  | 336  | 328  | 314  | 415  | 463  | 459  |

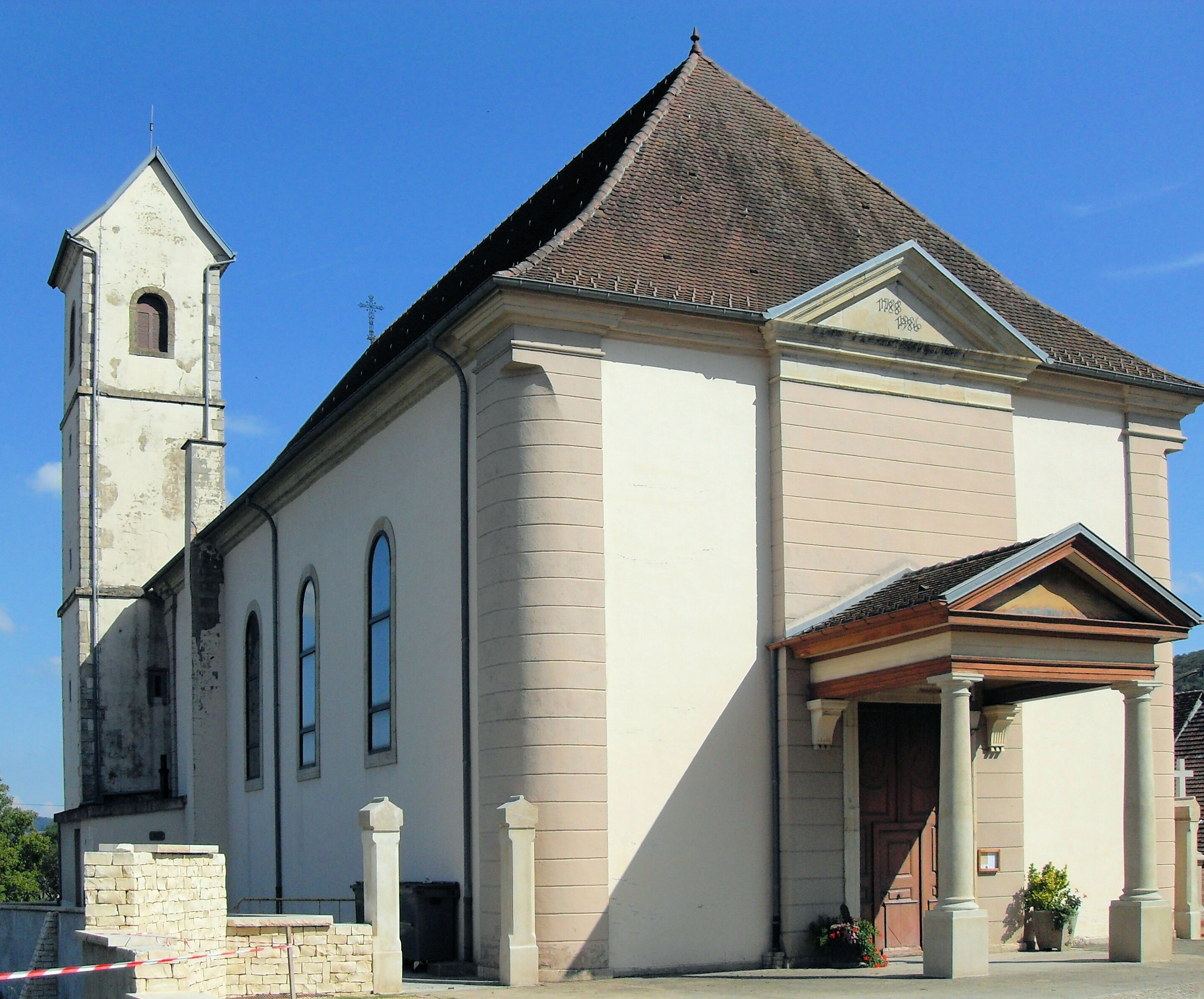
Kirche St. Jakobus der Ältere (Saint-Jacques-le-Majeur)
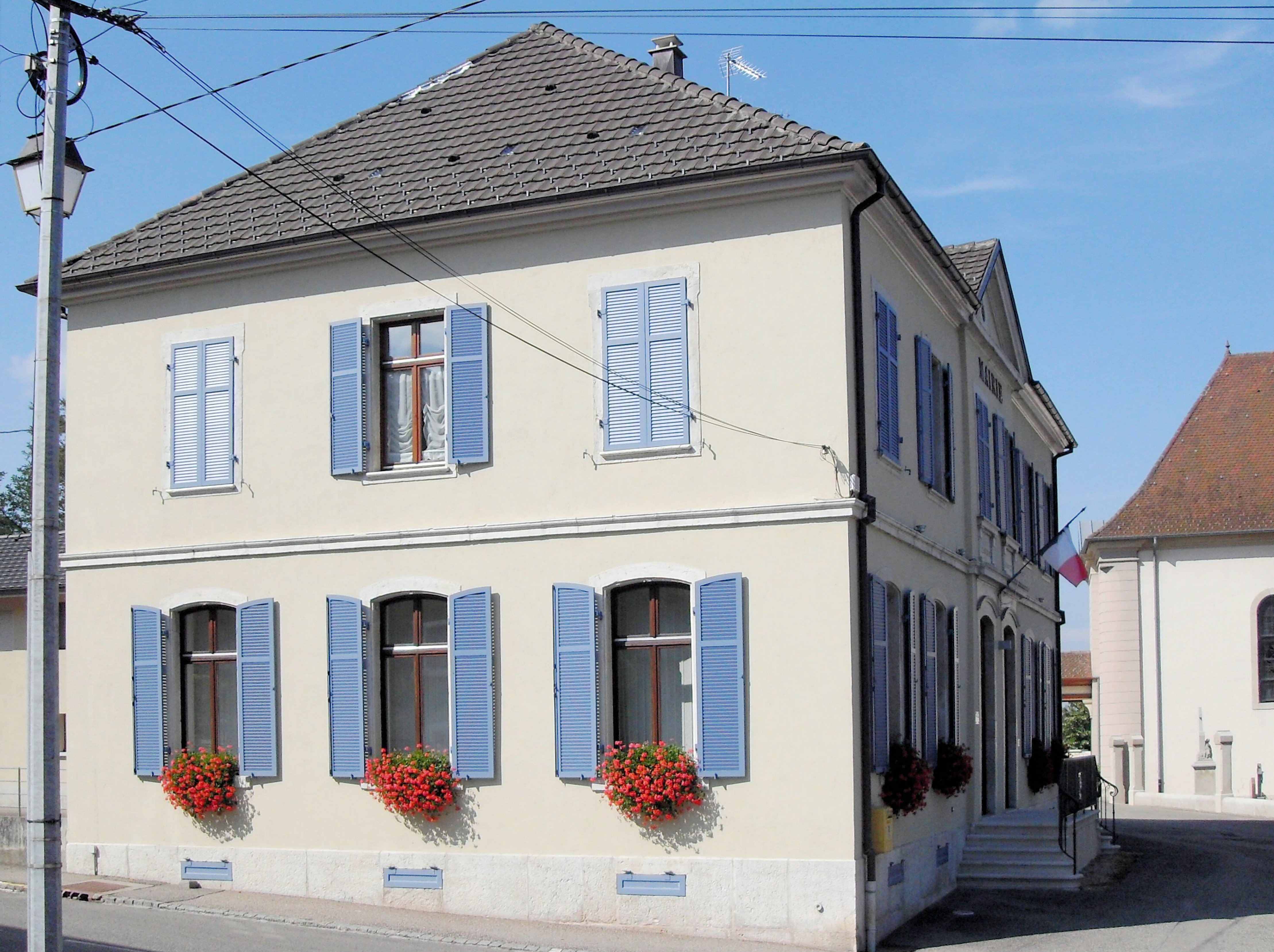
Rathaus

## Bauwerke
Pfarrkirche Sankt Jakobus der Ältere, Chor und Schiff von 1788, der Turm auch aus dieser Zeit, nicht mittelalterlich. Beachtenswerte Innenausstattung: Gute Barockaltäre – der Hauptaltar aus dem Franziskanerkloster Luppach, die Seitenaltäre von 1712 aus der Zisterzienserabtei Lützel. Die Bilder der Seitenaltäre stammen vom namhaften Barockmaler Franz Carl Stauder.
Schulhaus (Mairie-École), ein schlichter Walmdachbau von 1870. Die Fassadenmitte mit den beiden Eingängen über einer doppelläufigen Freitreppe ist risalitartig hervorgehoben und mit einem Dreiecksgiebel bekrönt.
Das Pfarrhaus von 1773 ist ein behäbiger Barockbau mit Krüppelwalmen.
Von dem 1652 bis 1789 existierenden Barfüsser-(Franziskaner-)Kloster Luppach ist nur noch Mauerwerk der Begräbnisstätte vorhanden. Kirche und Kreuzgang wurden 1834 abgebrochen. Der heutige Bau wurde 1899 als Erholungsheim errichtet. Heute Reha-Zentrum.
Gut erhaltene Fachwerkbauten: An der Rue de Fislis Nr. 4 ein Haus in der altertümlichen Ständerbauweise mit weitabständigem unregelmäßigem Fachwerk und massiven Wandständern, wohl aus dem 17. oder Ende 16. Jahrhundert. Der hintere Teil allerdings neuer mit dem regelmäßigen Fachwerk des 19. Jahrhunderts. An der Rue de Fislis auch drei Häuser nebeneinander mit unterschiedlichem Fachwerk. Alle drei in Rähmbauweise. Nr. 7 hat ein ähnlich unregelmäßiges Fachwerk wie Nr. 4, das jüngere Haus Nr. 9 (spätes 18. Jahrhundert ?) hat ein auf Symmetrie bedachtes Fachwerk und verzierte Fensterbrüstungen, im Erdgeschoss Baluster, im Obergeschoss kartuschenartige Verzierungen. Das Haus Nr. 11, datiert 1767, besitzt ein engmaschiges, sehr regelmäßiges und symmetrisches Fachwerk, ebenfalls mit verzierten Fensterbrüstungen. Das Erdgeschossfachwerk vermutlich später durch Mauerwerk ersetzt. Nr. 7 und 9 haben den altertümlicheren Halbwalm, Nr. 11 den Krüppelwalm. Nur bei Nr. 9 und 10 ist der liegende Stuhl im Giebel sichtbar. - Das Haus Nr. 22 an der Rue de Ferette, datiert 1768, besitzt eine freitragender Laube auf den verlängerten Deckenbalken des Erdgeschosses.